# Мерк, Кай
Кай Мерк (нем. Kai Merk; 28 августа 1998 года, Дан, Германия) — киргизский и немецкий футболист, нападающий клуба «Дордой» и сборной Кыргызстана. Брат футболиста Кими Мерка.

## Биография
Начал заниматься футболом в академии клуба «Пирмазенс». Один год провел в «ТуС Вильцен».
Профессиональную карьеру начал в клубе Региональной лиги Зюдвест «Элферсберг», где играл в течение трёх лет. В первом же сезоне за «Эльферсберг II» в Шредер-лиге Саара Кай Мерк забил 12 мячей в 7 матчах. Всего за три сезона Кай забил 47 мячей в 40 матчах, становился лучшим бомбардиром команды и помог получить повышение в классе. Кая регулярно подключали к основе, но достаточно игрового времени четвёртой по силе лиге чемпионата Германии он не получал.
В 2020 году перешел в стан конкурента «Эльферсберга» «Аален», где Мерк выступал исключительно за основную команду, за которую провел 36 матчей, забил 4 гола и отдал 4 голевые передачи.
В 2021 году на футболиста вышел клуб чемпионата Люксембурга «Унион Титус Петанж» и футболист подписал контракт. В первом же сезоне футболист забил 9 мячей в 26 матча лиги и стал вторым бомбардиром клуба. На следующий сезон Мерк забил 11 мячей.
Зимой 2025 года присоединился к «Ф91 Дюделанж», вместе с которым стал бронзовым призёром чемпионата Люксембурга.
С июля 2025 года — игрок бишкекского «Дордоя».

### В сборной
Кай Мерк имеет право выступать за сборную Кыргызстана, так как отец родился на территории республики. Кай начал узнавать насчет получения гражданства ещё в 2016 году, но безрезультатно. Вернулся футболист к оформлению в 2019 году, однако вновь, сначала из-за бюрократических сложностей, а затем начавшейся пандемии COVID-19, процесс оформления гражданства Кыргызстана затянулся до 2023 года. В марте того же года впервые получил вызов в сборную Кыргызстана.
Дебютировал за национальную команду 25 марта 2023 года в матче против Мьянмы, который завершился со счетом 1:1. Первый гол за национальную команду забил 16 ноября 2023 года в матче отбора чемпионата мира против Малайзии (3:4). Вместе с братом Кими попал в заявку сборной Кыргызстана на Кубок Азии-2023. Выходил на поле во всех трех матчах группового этапа.

### Список матчей за сборную Кыргызстана
| Матчи Кая Мерка за сборную Кыргызстана | Матчи Кая Мерка за сборную Кыргызстана | Матчи Кая Мерка за сборную Кыргызстана | Матчи Кая Мерка за сборную Кыргызстана | Матчи Кая Мерка за сборную Кыргызстана | Матчи Кая Мерка за сборную Кыргызстана | Матчи Кая Мерка за сборную Кыргызстана |
| №                                      | Дата                                   | Оппонент                               | Счёт                                   | Голы                                   | Соревнование                           |                                        |
| -------------------------------------- | -------------------------------------- | -------------------------------------- | -------------------------------------- | -------------------------------------- | -------------------------------------- | -------------------------------------- |
| 1                                      | 25 марта 2023                          | Иран                                   | 1:1                                    | —                                      | Товарищеский матч                      |                                        |
| 2                                      | 12 октября 2023                        | Бахрейн                                | 0:2                                    | —                                      | Товарищеский матч                      |                                        |
| 3                                      | 15 октября 2023                        | Филиппины                              | 0:1                                    | —                                      | Товарищеский матч                      |                                        |
| 4                                      | 16 ноября 2023                         | Малайзия                               | 3:4                                    | 1                                      | Отборочный турнир ЧМ-2026              |                                        |
| 5                                      | 21 ноября 2023                         | Оман                                   | 1:0                                    | —                                      | Отборочный турнир ЧМ-2026              |                                        |
| 6                                      | 25 декабря 2023                        | Узбекистан                             | 1:4                                    | —                                      | Товарищеский матч                      |                                        |
| 7                                      | 30 декабря 2023                        | ОАЭ                                    | 0:1                                    | —                                      | Товарищеский матч                      |                                        |
| 8                                      | 5 января 2024                          | Сирия                                  | 1:1                                    | —                                      | Товарищеский матч                      |                                        |
| 9                                      | 9 января 2024                          | Вьетнам                                | 2:1                                    | 1                                      | Товарищеский матч                      |                                        |
| 10                                     | 16 января 2024                         | Таиланд                                | 0:2                                    | —                                      | Кубок Азии 2023                        |                                        |
| 11                                     | 25 января 2024                         | Оман                                   | 1:1                                    | 1                                      | Кубок Азии 2023                        |                                        |
| 12                                     | 21 марта 2024                          | Тайвань                                | 2:0                                    | 1                                      | Отборочный турнир ЧМ-2026              |                                        |
| 13                                     | 26 марта 2024                          | Тайвань                                | 5:1                                    | —                                      | Отборочный турнир ЧМ-2026              |                                        |

Итого: 15 матчей / 7 голов; 5 побед, 2 ничьи, 8 поражений.